# Giulio Visconti
Giulio Visconti (Torino, 18 ottobre 1894 – ...) è stato un calciatore italiano, di ruolo attaccante.

## Carriera
Esordisce nel 1912 in Prima Categoria con la maglia del Piemonte di Torino, squadra nella quale milita fino al 1922. Con l'US Torinese disputa 20 gare nel campionato di Prima Divisione 1922-1923. Nella gara Internazionale-US Torinese (1-0) del campionato 1922-1923 ha sostituito dal 3' del secondo tempo il portiere Giuseppe Giacone infortunato, e ha parato un calcio di rigore a Luigi Cevenini.